# Partula faba
Partula faba – wymarły gatunek lądowego ślimaka trzonkoocznego z rodziny Partulidae. Występował endemicznie na wyspach Raiatea i Tahaa w Polinezji Francuskiej.

## Na wolności
Gatunek został opisany, jako pierwszy z rodzaju Partula, na podstawie muszli znalezionych podczas pierwszej ekspedycji Jamesa Cooka. Gatunek zaczął zanikać pod koniec lat 80. XX w. w wyniku sprowadzenia inwazyjnego gatunku Euglandina rosea. Do 1992 roku pozostało już niewiele osobników tego gatunku, a podczas badań przeprowadzonych w latach 1994 i 2000 nie znaleziono żadnych żywych osobników na wolności.

## W niewoli
Od roku 1991, gatunek przebywał w niewoli w ogrodach zoologicznych w Londynie, Bristolu oraz Edynburgu. Gatunek rozmnażał się jednak zbyt powoli, by przetrwać. Ostatni osobnik zmarł 21 lutego 2016 roku w Edinburgh Zoo. W 2024 roku organizacja IUCN oficjalnie przypisała gatunkowi status wymarłego.

## Podgatunki
Wyróżniono dwa podgatunki gatunku:
- Partula faba faba na wyspie Raiatea
- Partula faba subangulata na wyspie Tahaa[2]